# ブランハメラ属
ブランハメラ属（Branhamella）はプロテオバクテリア門ガンマプロテオバクテリア綱シュードモナス目モラクセラ科の属の一つであり、グラム陰性の真正細菌である。もともとはブランハメラ科（Branhamaceae）に分類されていたが、この科は廃止となり、現在はモラクセラ科に再分類されている。